# Parque Germânia
O Parque Germânia, também chamado pelo nome antigo, Parque Alemanha, é um parque localizado na cidade brasileira de Porto Alegre, situado no bairro Jardim Europa.

## História e estrutura
Foi inaugurado em 26 de março de 2006 pelo então prefeito da capital gaúcha, José Fogaça. Nessa data a cidade de Porto Alegre completou seu aniversário de 234 anos. Recebeu esse nome para homenagear a imigração alemã no Rio Grande do Sul. Numa placa comemorativa do parque está escrito "Em memória dos que, com trabalho, fé e solidariedade, construíram o que somos".
O parque possui 15,11 hectares de extensão e conta com um lago e com diversas quadras de tênis, de basquete e de futebol. Além disso, há uma área de proteção da vegetação nativa, com acesso proibido de visitantes. O Germânia também possui ao todo 460 bancos, lixeiras para coleta seletiva, segurança em tempo integral e 105 vagas de estacionamento.

## Galeria

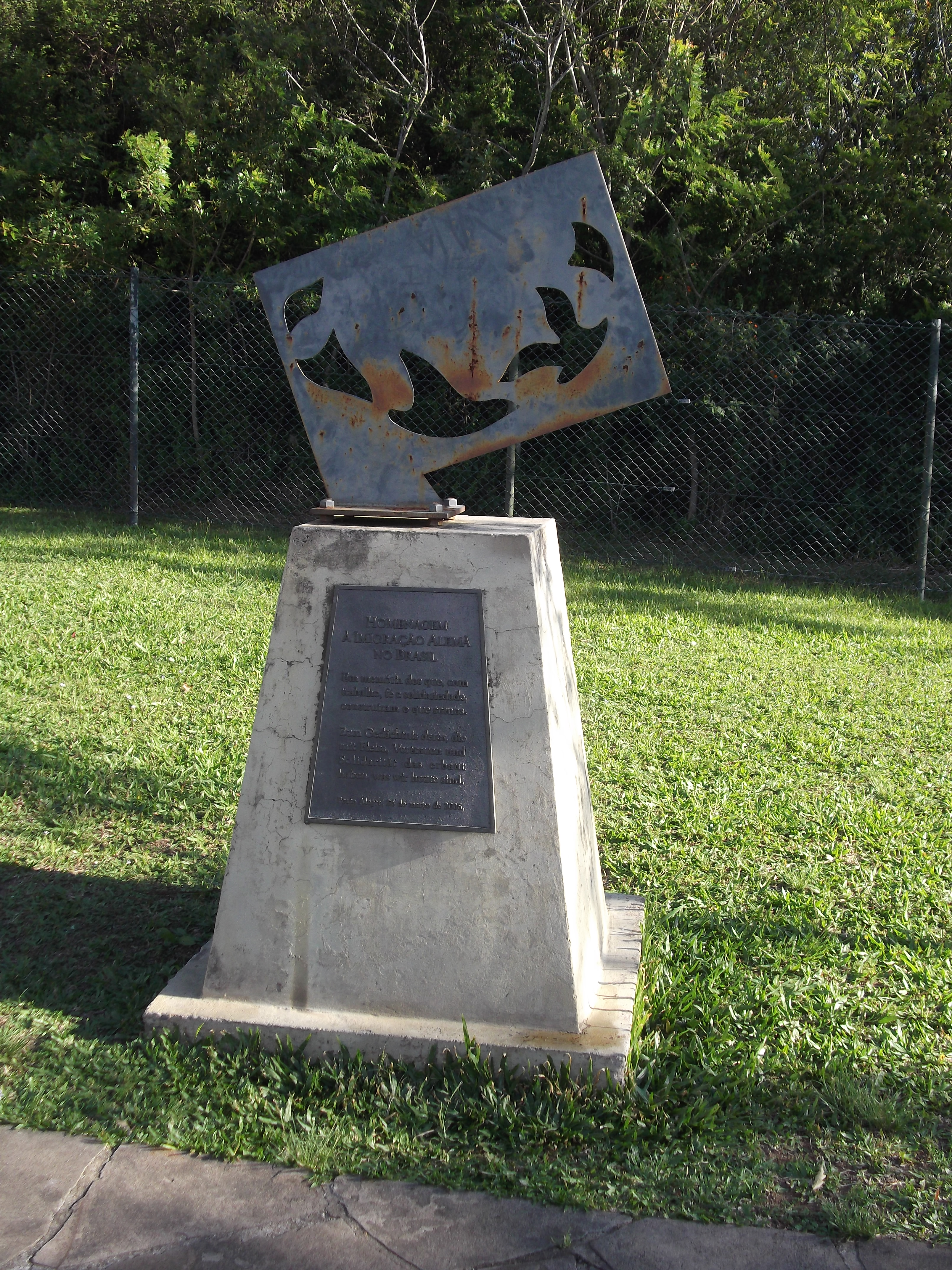
Monumento do Parque Germânia
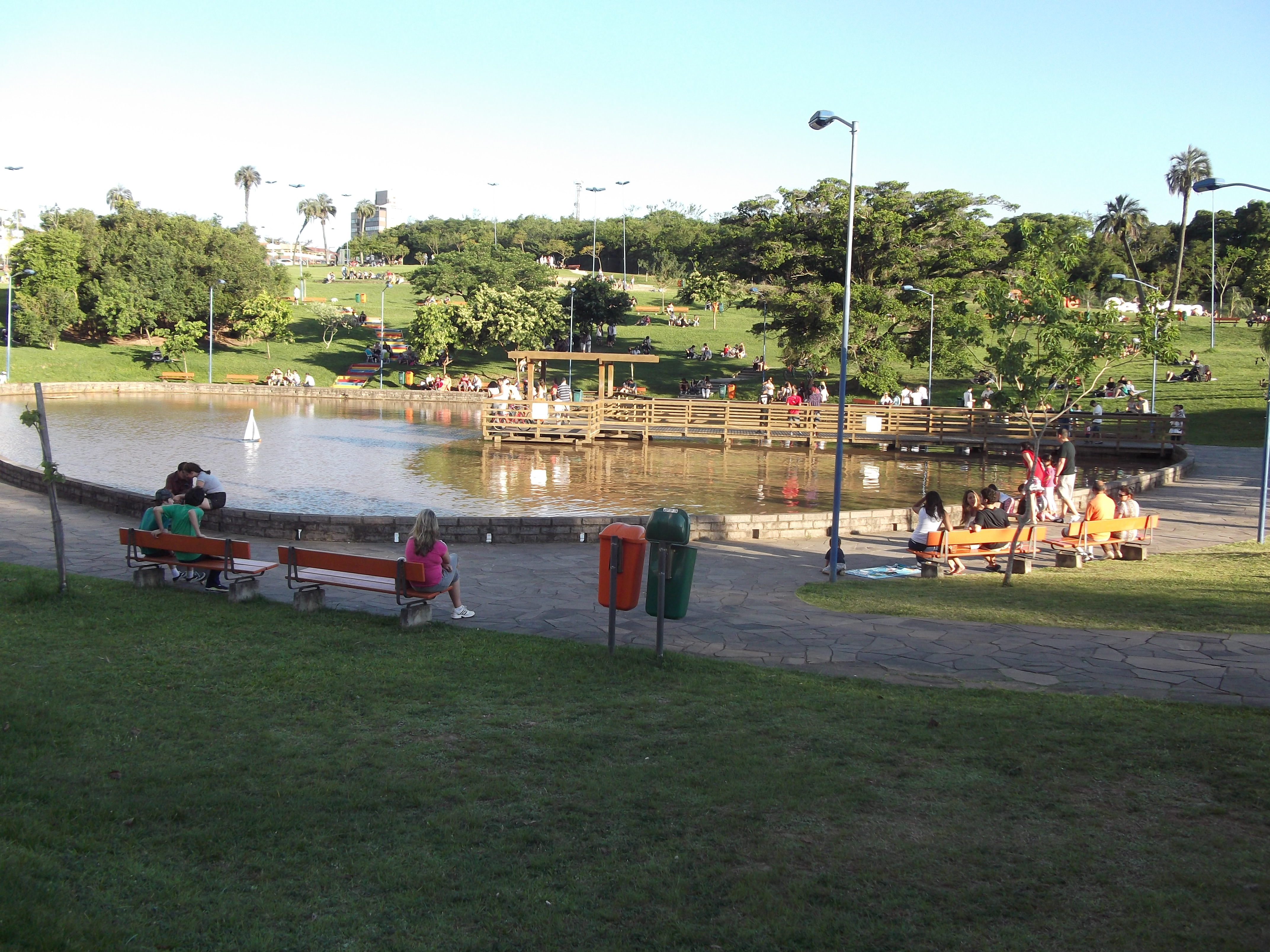
Lago e trapiche
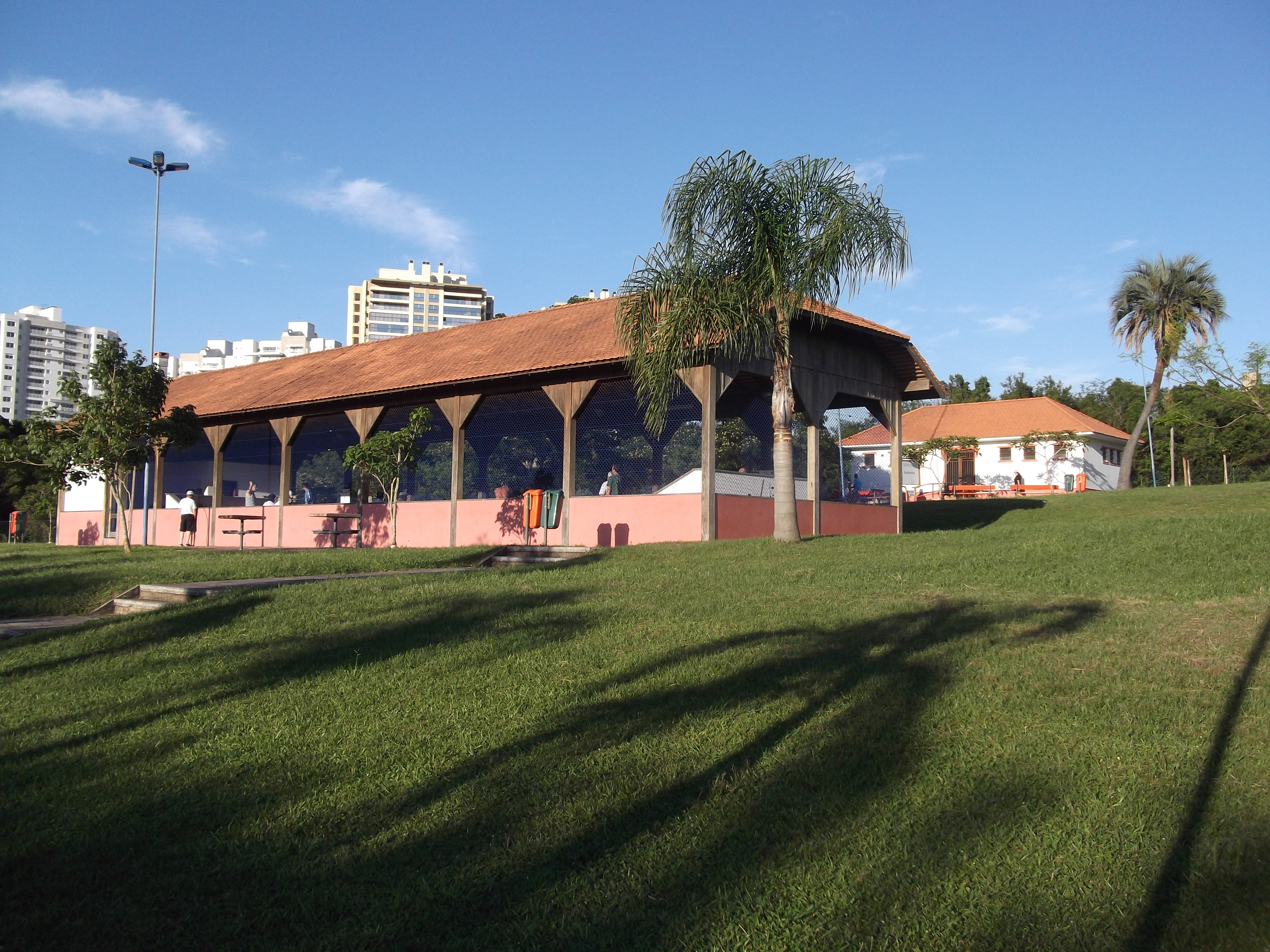
Cancha de bocha
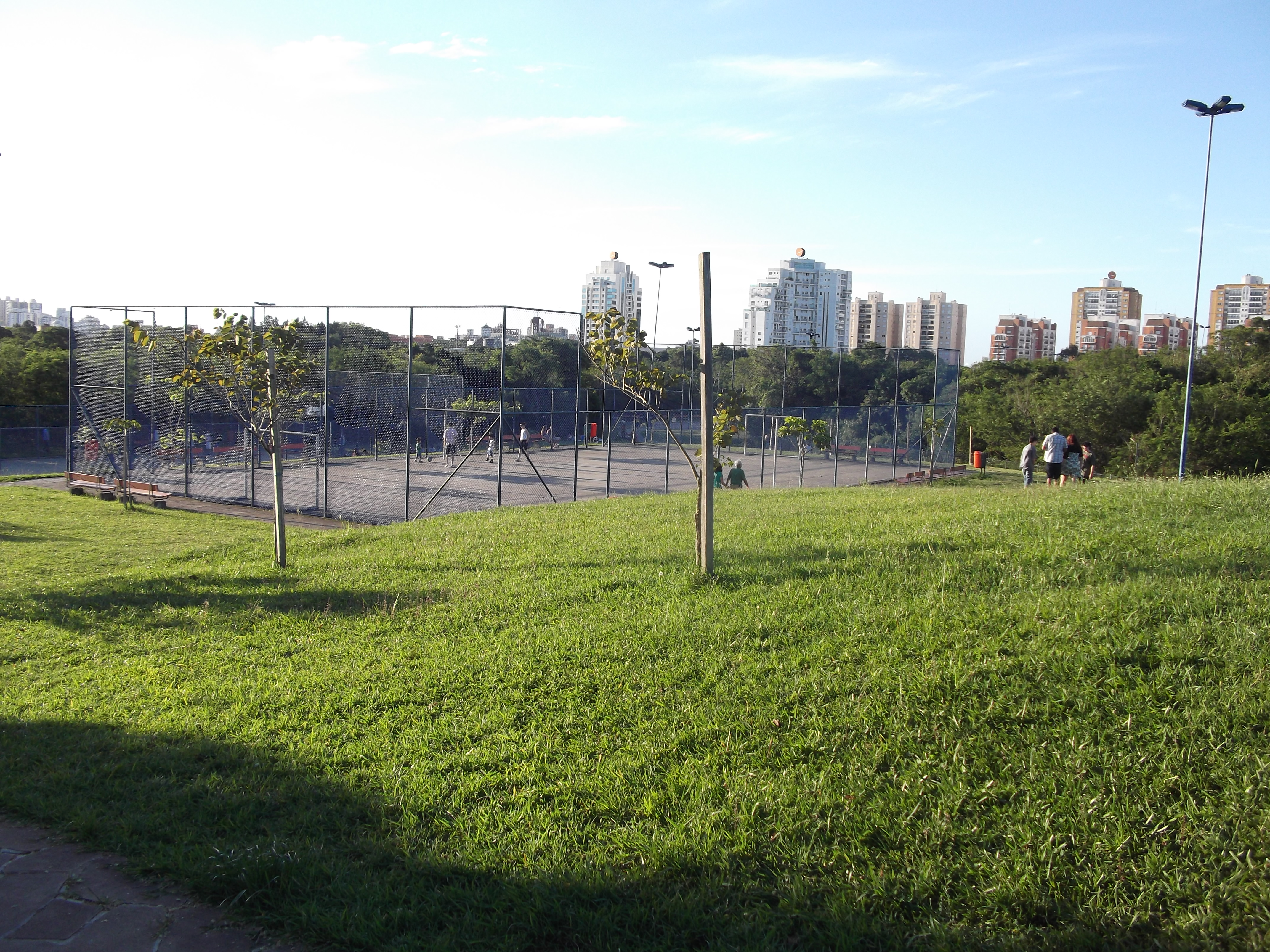
Quadra esportiva
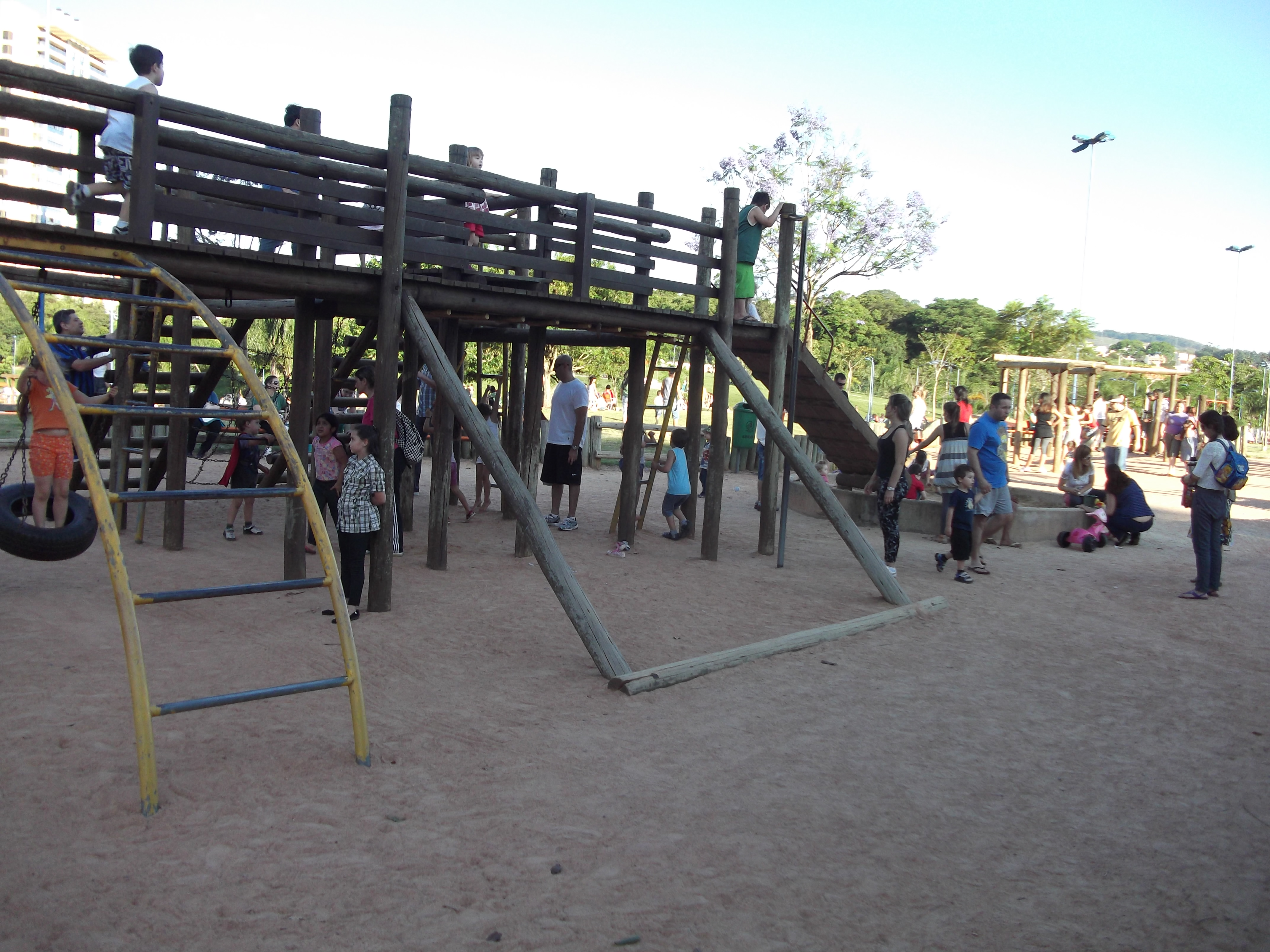
Brinquedos